# Noirrieu
Der Noirrieu ist ein Fluss in Frankreich, der im Département Aisne in der Region Hauts-de-France verläuft. Er entspringt im Gemeindegebiet von La Flamengrie und entwässert zunächst in generell westlicher Richtung. Bei Étreux erreicht er den Canal de la Sambre à l’Oise, den er nun bis zu seiner Mündung begleitet und ihm abschnittsweise auch als kanalisierter Flusslauf dient. Der Noirrieu schwenkt hier nach Südwest ein und mündet schließlich nach insgesamt rund 33 Kilometern im Gemeindegebiet von Vadencourt als rechter Nebenfluss in die Oise.

## Geografie
Der Noirrieu entspringt im Wald von Nouvion auf dem Gebiet der Gemeinde La Flamengrie, südöstlich der Stadt Le Nouvion-en-Thiérache und knapp zwei Kilometer nordwestlich von La Capelle im Departement Aisne auf einer Höhe von 227 m über dem Meeresspiegel.
Er verläuft nach seiner Quelle in westliche Richtung. Nach mehr als 20 Kilometern biegt sein Lauf bei Étreux nach Südwesten ab und behält diese Richtung bis zum Ende seines etwas mehr als 20 Kilometer langen Laufs bei.

## Orte am Fluss
- Esquéhéries
- La Neuville-lès-Dorengt
- Étreux
- Vénérolles
- Hannapes
- Tupigny
- Vadencourt